# La Boïga (Torallola)
La Boïga és un indret del terme municipal de Conca de Dalt, a l'antic terme de Toralla i Serradell, al Pallars Jussà, en territori que havia estat del poble de Torallola.
Està situat al sud-oest de Torallola i al nord-est de Sensui, ben a prop del termenal amb Salàs de Pallars, a l'entorn de Sensui. És a l'esquerra del barranc de Sensui, al sud de los Seixos, al sud-oest de les Escometes i a ponent de la Llenguadera.